# Henri Chazé
Henri Chazé, född Gaston Davoust 23 februari 1904 i Chazé-Henry, död 28 september 1984 i Grasse, var en fransk kommunist. År 1933 grundade han Union communiste och var redaktör för dess organ L'Internationale. 
År 1951 anslöt sig Chazé till den socialistiska grupperingen Socialisme ou Barbarie och var även aktiv i den rådskommunistiska Informations et correspondances ouvrières. Han var skribent för tidningarna Noir et Rouge, La Lanterne Noire och Les Cahiers du Communisme de Conseil.